# 제러미 테일러

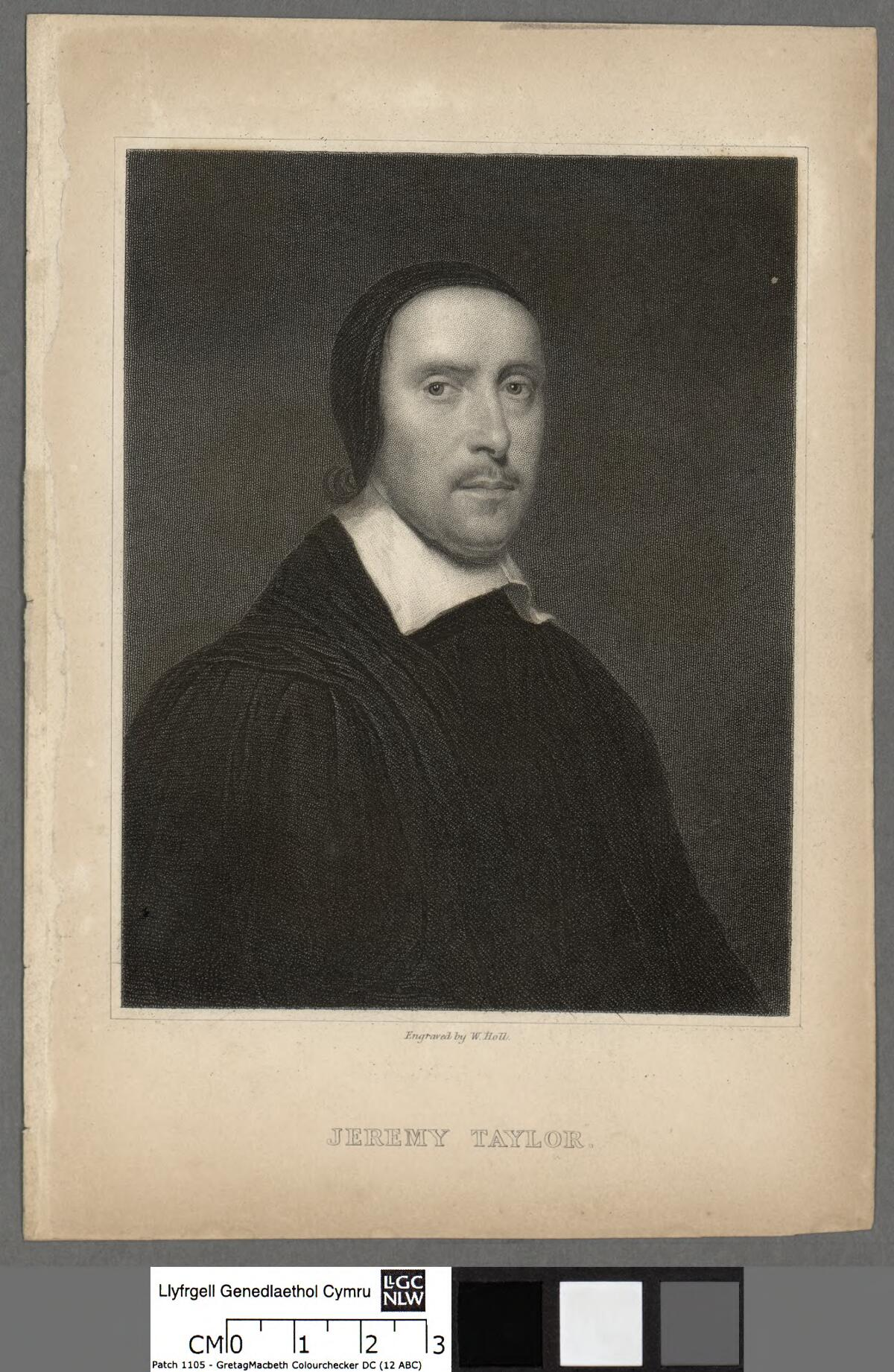
제레미 테일러 초상화

제레미 테일러 (Jeremy Taylor; 1613년 - 1667년)는 영국 국교회의 신부로 유명한 작가였다. 그의 시적인 표현은 '목회자의 셰익스피어'로 일컬어지기도 하였다.
그는 존 웨슬리에게 영향을 준 것으로 유명한 데, 그의 저서인 <거룩한 삶과 거룩한 죽음, 또는 거룩한 삶의 규칙과 연습 (1651)>은 시적인 표현으로 많은 이들에게 영향을 끼쳤다.